# SJ X9
De X9 is een vierdelig elektrisch treinstel voor het regionaal personenvervoer voor de SJ. Dit type treinstel is gebaseerd op de eerder gebouwde X20 en X21 van de TGOJ. De tussenwagons waren niet permanent gekoppeld aan elkaar, dat maakte voor makkelijk in- of uitwisselen van tussenwagons.
De treinstellen waren in 1999 buiten dienst gesteld.

## Geschiedenis
Het treinstel werd uit treinen van het type X 20 door Hilding Carlsson verder ontwikkeld en gebouwd.

## Constructie en techniek
Bij deze trein zaten de elektro motoren niet aan de draaistellen maar aan de rijtuig bak gemonteerd. Door middel van een aandrijfas werd een as van het draaistel aangedreven.
De trein bestond uit een motorwagen (2e klas) van het type X9A, een tussenwagon (1e klas) van het type UA9, een tussenwagon (2e klas) van het type UB9 en een motorwagen (2e klas) van het type X9B.

### Nummers
- 23 x X9A
- 23 x UA9
- 23 x UB9
- 23 x X9B

## Treindiensten
De treinen werden door Statens Järnvägar (SJ) ingezet op de volgende districten (Td) en standplaatsen (Sp) in Zuid- en Midden-Zweden (stand 1982):
- Td: Malmö - Sp: Malmö.
- Td: Göteborg - Sp: Sävenäs.
- Td: Stockholm - Sp: Hagalund.